# Eleições legislativas de 2009 em Loures

## Resultados Oficiais
| Partido                 | Partido                        | Votos   | %               | +/-   |
| ----------------------- | ------------------------------ | ------- | --------------- | ----- |
|                         | Partido Socialista             | 41 344  | 39,18 / 100,00  | 7,39  |
|                         | Partido Social Democrata       | 20 481  | 19,41 / 100,00  | 0,05  |
|                         | Coligação Democrática Unitária | 15 825  | 15,00 / 100,00  | 0,45  |
|                         | Bloco de Esquerda              | 10 880  | 10,31 / 100,00  | 2,19  |
|                         | CDS – Partido Popular          | 9 520   | 9,02 / 100,00   | 3,60  |
|                         | PCTP/MRPP                      | 1 110   | 1,05 / 100,00   | 0,12  |
|                         | Outros                         | 2 762   | 2,62 / 100,00   |       |
| Votos Inválidos         | Votos Inválidos                | 3 595   | 3,40 / 100,00   | 0,22  |
| Total                   | Total                          | 105 517 | 100,00 / 100,00 |       |
| Eleitorado/Participação | Eleitorado/Participação        | 164 339 | 64,21 / 100,00  | 4,76  |
| Fonte                   | Fonte                          | [ 1 ]   | [ 1 ]           | [ 1 ] |

## Resultados por Freguesia
Os resultados seguintes referem-se aos partidos que obtiveram mais de 1,00% dos votos:
| Freguesia                    | %     | %     | %     | %     | %     | %    | Votantes |
| Freguesia                    | PS    | PSD   | CDU   | BE    | CDS   | PCTP | Votantes |
| ---------------------------- | ----- | ----- | ----- | ----- | ----- | ---- | -------- |
| Apelação                     | 44,15 | 13,94 | 17,21 | 9,77  | 8,34  | 0,85 | 2 231    |
| Bobadela                     | 43,69 | 16,57 | 14,16 | 11,47 | 7,65  | 0,78 | 5 232    |
| Bucelas                      | 45,67 | 13,44 | 16,92 | 10,69 | 6,50  | 1,10 | 2 553    |
| Camarate                     | 38,65 | 16,13 | 16,45 | 9,74  | 10,73 | 1,61 | 9 651    |
| Fanhões                      | 38,76 | 18,40 | 20,10 | 8,86  | 7,16  | 0,82 | 1 592    |
| Frielas                      | 46,04 | 16,04 | 10,72 | 12,88 | 8,02  | 1,26 | 1 110    |
| Loures                       | 37,88 | 22,68 | 11,28 | 10,32 | 10,48 | 0,81 | 13 713   |
| Lousa                        | 37,97 | 22,31 | 13,66 | 8,59  | 8,52  | 1,33 | 1 654    |
| Moscavide                    | 42,76 | 19,42 | 12,41 | 10,40 | 7,98  | 1,24 | 7 317    |
| Portela                      | 30,24 | 38,66 | 5,07  | 7,44  | 12,42 | 0,47 | 8 508    |
| Prior Velho                  | 40,29 | 17,75 | 14,07 | 10,30 | 9,95  | 1,00 | 3 398    |
| Sacavém                      | 40,80 | 17,22 | 17,79 | 10,41 | 7,70  | 0,84 | 8 765    |
| Santa Iria de Azoia          | 36,46 | 14,30 | 26,50 | 9,01  | 6,90  | 1,30 | 9 978    |
| Santo Antão do Tojal         | 41,34 | 15,04 | 20,14 | 9,02  | 6,70  | 1,43 | 2 373    |
| Santo António dos Cavaleiros | 38,09 | 20,97 | 9,77  | 13,95 | 10,10 | 0,82 | 11 616   |
| São João da Talha            | 40,49 | 15,81 | 17,38 | 10,82 | 8,36  | 1,05 | 9 521    |
| São Julião do Tojal          | 42,87 | 13,24 | 24,20 | 8,40  | 5,32  | 1,33 | 1 880    |
| Unhos                        | 42,40 | 14,85 | 16,47 | 9,72  | 8,61  | 1,90 | 4 425    |
| Loures                       | 39,18 | 19,41 | 15,00 | 10,31 | 9,02  | 1,05 | 105 517  |

#### Apelação
| Partido                 | Partido                        | Votos | %               | +/-   |
| ----------------------- | ------------------------------ | ----- | --------------- | ----- |
|                         | Partido Socialista             | 985   | 44,15 / 100,00  | 5,92  |
|                         | Coligação Democrática Unitária | 384   | 17,21 / 100,00  | 2,38  |
|                         | Partido Social Democrata       | 311   | 13,94 / 100,00  | 0,44  |
|                         | Bloco de Esquerda              | 218   | 9,77 / 100,00   | 2,50  |
|                         | CDS – Partido Popular          | 186   | 8,34 / 100,00   | 4,12  |
|                         | Outros                         | 81    | 3,62 / 100,00   |       |
| Votos Inválidos         | Votos Inválidos                | 66    | 2,96 / 100,00   | 0,83  |
| Total                   | Total                          | 2 231 | 100,00 / 100,00 |       |
| Eleitorado/Participação | Eleitorado/Participação        | 3 959 | 56,35 / 100,00  | 10,38 |

#### Bobadela
| Partido                 | Partido                        | Votos | %               | +/-  |
| ----------------------- | ------------------------------ | ----- | --------------- | ---- |
|                         | Partido Socialista             | 2 286 | 43,69 / 100,00  | 8,08 |
|                         | Partido Social Democrata       | 867   | 16,57 / 100,00  | 0,39 |
|                         | Coligação Democrática Unitária | 741   | 14,16 / 100,00  | 1,20 |
|                         | Bloco de Esquerda              | 600   | 11,47 / 100,00  | 1,79 |
|                         | CDS – Partido Popular          | 400   | 7,65 / 100,00   | 3,80 |
|                         | Outros                         | 148   | 2,83 / 100,00   |      |
| Votos Inválidos         | Votos Inválidos                | 190   | 3,63 / 100,00   | 0,69 |
| Total                   | Total                          | 5 232 | 100,00 / 100,00 |      |
| Eleitorado/Participação | Eleitorado/Participação        | 7 345 | 71,23 / 100,00  | 2,16 |

#### Bucelas
| Partido                 | Partido                        | Votos | %               | +/-  |
| ----------------------- | ------------------------------ | ----- | --------------- | ---- |
|                         | Partido Socialista             | 1 166 | 45,67 / 100,00  | 7,53 |
|                         | Coligação Democrática Unitária | 432   | 16,92 / 100,00  | 0,26 |
|                         | Partido Social Democrata       | 343   | 13,44 / 100,00  | 0,22 |
|                         | Bloco de Esquerda              | 273   | 10,69 / 100,00  | 4,67 |
|                         | CDS – Partido Popular          | 166   | 6,50 / 100,00   | 2,10 |
|                         | PCTP/MRPP                      | 28    | 1,10 / 100,00   | 1,04 |
|                         | Outros                         | 61    | 2,38 / 100,00   |      |
| Votos Inválidos         | Votos Inválidos                | 84    | 3,29 / 100,00   | 0,04 |
| Total                   | Total                          | 2 553 | 100,00 / 100,00 |      |
| Eleitorado/Participação | Eleitorado/Participação        | 4 037 | 63,24 / 100,00  | 3,24 |

#### Camarate
| Partido                 | Partido                        | Votos  | %               | +/-  |
| ----------------------- | ------------------------------ | ------ | --------------- | ---- |
|                         | Partido Socialista             | 3 730  | 38,65 / 100,00  | 8,67 |
|                         | Coligação Democrática Unitária | 1 584  | 16,41 / 100,00  | 0,38 |
|                         | Partido Social Democrata       | 1 557  | 16,13 / 100,00  | 1,82 |
|                         | CDS – Partido Popular          | 1 036  | 10,73 / 100,00  | 5,80 |
|                         | Bloco de Esquerda              | 940    | 9,74 / 100,00   | 2,75 |
|                         | PCTP/MRPP                      | 155    | 1,61 / 100,00   | 0,12 |
|                         | Outros                         | 321    | 3,32 / 100,00   |      |
| Votos Inválidos         | Votos Inválidos                | 328    | 3,40 / 100,00   | 0,19 |
| Total                   | Total                          | 9 651  | 100,00 / 100,00 |      |
| Eleitorado/Participação | Eleitorado/Participação        | 16 330 | 59,10 / 100,00  | 5,86 |

#### Fanhões
| Partido                 | Partido                        | Votos | %               | +/-  |
| ----------------------- | ------------------------------ | ----- | --------------- | ---- |
|                         | Partido Socialista             | 617   | 38,76 / 100,00  | 8,79 |
|                         | Coligação Democrática Unitária | 320   | 20,10 / 100,00  | 2,85 |
|                         | Partido Social Democrata       | 293   | 18,40 / 100,00  | 0,71 |
|                         | Bloco de Esquerda              | 141   | 8,86 / 100,00   | 2,55 |
|                         | CDS – Partido Popular          | 114   | 7,16 / 100,00   | 2,91 |
|                         | Outros                         | 48    | 3,02 / 100,00   |      |
| Votos Inválidos         | Votos Inválidos                | 59    | 3,71 / 100,00   | 1,20 |
| Total                   | Total                          | 1 592 | 100,00 / 100,00 |      |
| Eleitorado/Participação | Eleitorado/Participação        | 2 297 | 69,31 / 100,00  | 1,33 |

#### Frielas
| Partido                 | Partido                        | Votos | %               | +/-  |
| ----------------------- | ------------------------------ | ----- | --------------- | ---- |
|                         | Partido Socialista             | 511   | 46,04 / 100,00  | 4,86 |
|                         | Partido Social Democrata       | 178   | 16,04 / 100,00  | 2,97 |
|                         | Bloco de Esquerda              | 143   | 12,88 / 100,00  | 3,96 |
|                         | Coligação Democrática Unitária | 119   | 10,72 / 100,00  | 0,18 |
|                         | CDS – Partido Popular          | 89    | 8,02 / 100,00   | 4,42 |
|                         | PCTP/MRPP                      | 14    | 1,26 / 100,00   | 0,99 |
|                         | Outros                         | 33    | 2,97 / 100,00   |      |
| Votos Inválidos         | Votos Inválidos                | 23    | 2,07 / 100,00   | 0,18 |
| Total                   | Total                          | 1 110 | 100,00 / 100,00 |      |
| Eleitorado/Participação | Eleitorado/Participação        | 1 719 | 64,57 / 100,00  | 7,14 |

#### Loures
| Partido                 | Partido                        | Votos  | %               | +/-  |
| ----------------------- | ------------------------------ | ------ | --------------- | ---- |
|                         | Partido Socialista             | 5 194  | 37,88 / 100,00  | 6,85 |
|                         | Partido Social Democrata       | 3 110  | 22,68 / 100,00  | 0,73 |
|                         | Coligação Democrática Unitária | 1 547  | 11,28 / 100,00  | 0,36 |
|                         | CDS – Partido Popular          | 1 437  | 10,48 / 100,00  | 4,26 |
|                         | Bloco de Esquerda              | 1 415  | 10,32 / 100,00  | 2,16 |
|                         | Outros                         | 501    | 3,66 / 100,00   |      |
| Votos Inválidos         | Votos Inválidos                | 509    | 3,71 / 100,00   | 0,05 |
| Total                   | Total                          | 13 713 | 100,00 / 100,00 |      |
| Eleitorado/Participação | Eleitorado/Participação        | 21 320 | 64,32 / 100,00  | 5,46 |

#### Lousa
| Partido                 | Partido                        | Votos | %               | +/-   |
| ----------------------- | ------------------------------ | ----- | --------------- | ----- |
|                         | Partido Socialista             | 628   | 37,97 / 100,00  | 10,04 |
|                         | Partido Social Democrata       | 369   | 22,31 / 100,00  | 2,37  |
|                         | Coligação Democrática Unitária | 226   | 13,66 / 100,00  | 0,50  |
|                         | Bloco de Esquerda              | 142   | 8,59 / 100,00   | 2,57  |
|                         | CDS – Partido Popular          | 141   | 8,52 / 100,00   | 2,79  |
|                         | PCTP/MRPP                      | 22    | 1,33 / 100,00   | 0,83  |
|                         | Outros                         | 61    | 3,69 / 100,00   |       |
| Votos Inválidos         | Votos Inválidos                | 65    | 3,93 / 100,00   | 1,24  |
| Total                   | Total                          | 1 654 | 100,00 / 100,00 |       |
| Eleitorado/Participação | Eleitorado/Participação        | 2 685 | 61,60 / 100,00  | 1,36  |

#### Moscavide
| Partido                 | Partido                        | Votos  | %               | +/-   |
| ----------------------- | ------------------------------ | ------ | --------------- | ----- |
|                         | Partido Socialista             | 3 129  | 42,76 / 100,00  | 10,68 |
|                         | Partido Social Democrata       | 1 421  | 19,42 / 100,00  | 3,06  |
|                         | Coligação Democrática Unitária | 908    | 12,41 / 100,00  | 0,41  |
|                         | Bloco de Esquerda              | 761    | 10,40 / 100,00  | 2,63  |
|                         | CDS – Partido Popular          | 584    | 7,98 / 100,00   | 4,04  |
|                         | PCTP/MRPP                      | 91     | 1,24 / 100,00   | 0,26  |
|                         | Outros                         | 179    | 2,45 / 100,00   |       |
| Votos Inválidos         | Votos Inválidos                | 244    | 3,33 / 100,00   | 0,66  |
| Total                   | Total                          | 7 317  | 100,00 / 100,00 |       |
| Eleitorado/Participação | Eleitorado/Participação        | 11 168 | 65,52 / 100,00  | 3,53  |

#### Portela
| Partido                 | Partido                        | Votos  | %               | +/-  |
| ----------------------- | ------------------------------ | ------ | --------------- | ---- |
|                         | Partido Social Democrata       | 3 289  | 38,66 / 100,00  | 5,03 |
|                         | Partido Socialista             | 2 573  | 30,24 / 100,00  | 5,43 |
|                         | CDS – Partido Popular          | 1 057  | 12,42 / 100,00  | 0,72 |
|                         | Bloco de Esquerda              | 633    | 7,44 / 100,00   | 0,19 |
|                         | Coligação Democrática Unitária | 431    | 5,07 / 100,00   | 0,04 |
|                         | Movimento Esperança Portugal   | 98     | 1,15 / 100,00   | Novo |
|                         | Outros                         | 158    | 1,87 / 100,00   |      |
| Votos Inválidos         | Votos Inválidos                | 269    | 3,17 / 100,00   | 1,58 |
| Total                   | Total                          | 8 508  | 100,00 / 100,00 |      |
| Eleitorado/Participação | Eleitorado/Participação        | 12 243 | 69,49 / 100,00  | 2,71 |

#### Prior Velho
| Partido                 | Partido                        | Votos | %               | +/-  |
| ----------------------- | ------------------------------ | ----- | --------------- | ---- |
|                         | Partido Socialista             | 1 369 | 40,29 / 100,00  | 7,72 |
|                         | Partido Social Democrata       | 603   | 17,75 / 100,00  | 0,64 |
|                         | Coligação Democrática Unitária | 478   | 14,07 / 100,00  | 1,21 |
|                         | Bloco de Esquerda              | 350   | 10,30 / 100,00  | 2,51 |
|                         | CDS – Partido Popular          | 338   | 9,95 / 100,00   | 4,78 |
|                         | Movimento Esperança Portugal   | 36    | 1,06 / 100,00   | Novo |
|                         | PCTP/MRPP                      | 34    | 1,00 / 100,00   | 0,34 |
|                         | Outros                         | 74    | 2,18 / 100,00   |      |
| Votos Inválidos         | Votos Inválidos                | 116   | 3,41 / 100,00   | 0,38 |
| Total                   | Total                          | 3 398 | 100,00 / 100,00 |      |
| Eleitorado/Participação | Eleitorado/Participação        | 5 404 | 62,88 / 100,00  | 5,46 |

#### Sacavém
| Partido                 | Partido                        | Votos  | %               | +/-  |
| ----------------------- | ------------------------------ | ------ | --------------- | ---- |
|                         | Partido Socialista             | 3 576  | 40,80 / 100,00  | 5,70 |
|                         | Coligação Democrática Unitária | 1 559  | 17,79 / 100,00  | 0,57 |
|                         | Partido Social Democrata       | 1 509  | 17,22 / 100,00  | 0,43 |
|                         | Bloco de Esquerda              | 912    | 10,41 / 100,00  | 1,58 |
|                         | CDS – Partido Popular          | 675    | 7,70 / 100,00   | 3,07 |
|                         | Outros                         | 273    | 3,12 / 100,00   |      |
| Votos Inválidos         | Votos Inválidos                | 261    | 2,97 / 100,00   | 0,36 |
| Total                   | Total                          | 8 765  | 100,00 / 100,00 |      |
| Eleitorado/Participação | Eleitorado/Participação        | 13 288 | 65,96 / 100,00  | 6,87 |

#### Santa Iria de Azoia
| Partido                 | Partido                        | Votos  | %               | +/-  |
| ----------------------- | ------------------------------ | ------ | --------------- | ---- |
|                         | Partido Socialista             | 3 638  | 36,46 / 100,00  | 8,47 |
|                         | Coligação Democrática Unitária | 2 644  | 26,50 / 100,00  | 1,90 |
|                         | Partido Social Democrata       | 1 427  | 14,30 / 100,00  | 0,30 |
|                         | Bloco de Esquerda              | 899    | 9,01 / 100,00   | 1,70 |
|                         | CDS – Partido Popular          | 688    | 6,90 / 100,00   | 2,99 |
|                         | PCTP/MRPP                      | 130    | 1,30 / 100,00   | 0,01 |
|                         | Outros                         | 219    | 2,19 / 100,00   |      |
| Votos Inválidos         | Votos Inválidos                | 333    | 3,33 / 100,00   | 0,74 |
| Total                   | Total                          | 9 978  | 100,00 / 100,00 |      |
| Eleitorado/Participação | Eleitorado/Participação        | 14 335 | 69,61 / 100,00  | 0,71 |

#### Santo Antão do Tojal
| Partido                 | Partido                        | Votos | %               | +/-  |
| ----------------------- | ------------------------------ | ----- | --------------- | ---- |
|                         | Partido Socialista             | 981   | 41,34 / 100,00  | 6,85 |
|                         | Coligação Democrática Unitária | 478   | 20,14 / 100,00  | 3,31 |
|                         | Partido Social Democrata       | 357   | 15,04 / 100,00  | 2,41 |
|                         | Bloco de Esquerda              | 214   | 9,02 / 100,00   | 2,78 |
|                         | CDS – Partido Popular          | 159   | 6,70 / 100,00   | 2,10 |
|                         | PCTP/MRPP                      | 34    | 1,43 / 100,00   | 0,09 |
|                         | Outros                         | 60    | 2,53 / 100,00   |      |
| Votos Inválidos         | Votos Inválidos                | 90    | 3,80 / 100,00   | 0,27 |
| Total                   | Total                          | 2 373 | 100,00 / 100,00 |      |
| Eleitorado/Participação | Eleitorado/Participação        | 3 615 | 65,64 / 100,00  | 3,17 |

#### Santo António dos Cavaleiros
| Partido                 | Partido                        | Votos  | %               | +/-  |
| ----------------------- | ------------------------------ | ------ | --------------- | ---- |
|                         | Partido Socialista             | 4 424  | 38,09 / 100,00  | 5,62 |
|                         | Partido Social Democrata       | 2 436  | 20,97 / 100,00  | 1,45 |
|                         | Bloco de Esquerda              | 1 621  | 13,95 / 100,00  | 1,82 |
|                         | CDS – Partido Popular          | 1 173  | 10,10 / 100,00  | 3,68 |
|                         | Coligação Democrática Unitária | 1 135  | 9,77 / 100,00   | 0,18 |
|                         | Outros                         | 422    | 3,64 / 100,00   |      |
| Votos Inválidos         | Votos Inválidos                | 405    | 3,48 / 100,00   | 0,18 |
| Total                   | Total                          | 11 616 | 100,00 / 100,00 |      |
| Eleitorado/Participação | Eleitorado/Participação        | 19 790 | 58,70 / 100,00  | 5,57 |

#### São Julião da Talha
| Partido                 | Partido                        | Votos  | %               | +/-  |
| ----------------------- | ------------------------------ | ------ | --------------- | ---- |
|                         | Partido Socialista             | 3 855  | 40,49 / 100,00  | 8,27 |
|                         | Coligação Democrática Unitária | 1 655  | 17,38 / 100,00  | 1,66 |
|                         | Partido Social Democrata       | 1 505  | 15,81 / 100,00  | 1,19 |
|                         | Bloco de Esquerda              | 1 030  | 10,82 / 100,00  | 2,86 |
|                         | CDS – Partido Popular          | 796    | 8,36 / 100,00   | 4,15 |
|                         | PCTP/MRPP                      | 100    | 1,05 / 100,00   | 0,30 |
|                         | Outros                         | 217    | 2,28 / 100,00   |      |
| Votos Inválidos         | Votos Inválidos                | 363    | 3,82 / 100,00   | 0,76 |
| Total                   | Total                          | 9 521  | 100,00 / 100,00 |      |
| Eleitorado/Participação | Eleitorado/Participação        | 14 465 | 65,82 / 100,00  | 6,36 |

#### São Julião do Tojal
| Partido                 | Partido                        | Votos | %               | +/-  |
| ----------------------- | ------------------------------ | ----- | --------------- | ---- |
|                         | Partido Socialista             | 806   | 42,87 / 100,00  | 3,89 |
|                         | Coligação Democrática Unitária | 455   | 24,20 / 100,00  | 1,07 |
|                         | Partido Social Democrata       | 249   | 13,24 / 100,00  | 0,24 |
|                         | Bloco de Esquerda              | 158   | 8,40 / 100,00   | 2,04 |
|                         | CDS – Partido Popular          | 100   | 5,32 / 100,00   | 1,89 |
|                         | PCTP/MRPP                      | 25    | 1,33 / 100,00   | 0,13 |
|                         | Outros                         | 43    | 2,28 / 100,00   |      |
| Votos Inválidos         | Votos Inválidos                | 44    | 2,34 / 100,00   | 0,08 |
| Total                   | Total                          | 1 880 | 100,00 / 100,00 |      |
| Eleitorado/Participação | Eleitorado/Participação        | 2 866 | 65,60 / 100,00  | 3,68 |

#### Unhos
| Partido                 | Partido                        | Votos | %               | +/-  |
| ----------------------- | ------------------------------ | ----- | --------------- | ---- |
|                         | Partido Socialista             | 1 876 | 42,40 / 100,00  | 8,59 |
|                         | Coligação Democrática Unitária | 729   | 16,47 / 100,00  | 0,26 |
|                         | Partido Social Democrata       | 657   | 14,85 / 100,00  | 1,33 |
|                         | Bloco de Esquerda              | 430   | 9,72 / 100,00   | 3,93 |
|                         | CDS – Partido Popular          | 381   | 8,61 / 100,00   | 4,32 |
|                         | PCTP/MRPP                      | 84    | 1,90 / 100,00   | 0,32 |
|                         | Outros                         | 122   | 2,75 / 100,00   |      |
| Votos Inválidos         | Votos Inválidos                | 146   | 3,29 / 100,00   | 0,48 |
| Total                   | Total                          | 4 425 | 100,00 / 100,00 |      |
| Eleitorado/Participação | Eleitorado/Participação        | 7 473 | 59,21 / 100,00  | 6,13 |